# Galáxia do Cata-Vento
A Galáxia do Cata-Vento (catalogada também como NGC 5457 ou M101), é uma galáxia espiral localizada a cerca de vinte e sete milhões de anos-luz (aproximadamente 8,278 megaparsecs) de distância na direção da constelação de Ursa Maior. Possui entre cento e setenta e duzentos mil anos-luz de diâmetro, uma magnitude aparente de 7,5, uma magnitude absoluta de -21,6, uma declinação de +54º 20' 55" e uma ascensão reta de 14 horas 03 minutos 12,4 segundos.
A galáxia NGC 5457 foi descoberta em 27 de Março de 1781 por Pierre Méchain.

## Descoberta e visualização
A galáxia espiral foi descoberta pelo astrônomo francês Pierre Méchain em 27 de março de 1781 e foi adicionada como uma das últimas entradas do catálogo de objetos do céu profundo de Charles Messier. Foi uma das primeiras "nebulosas espirais" descobertas da história, quando William Parsons identificou seus braços em 1851.

## Características

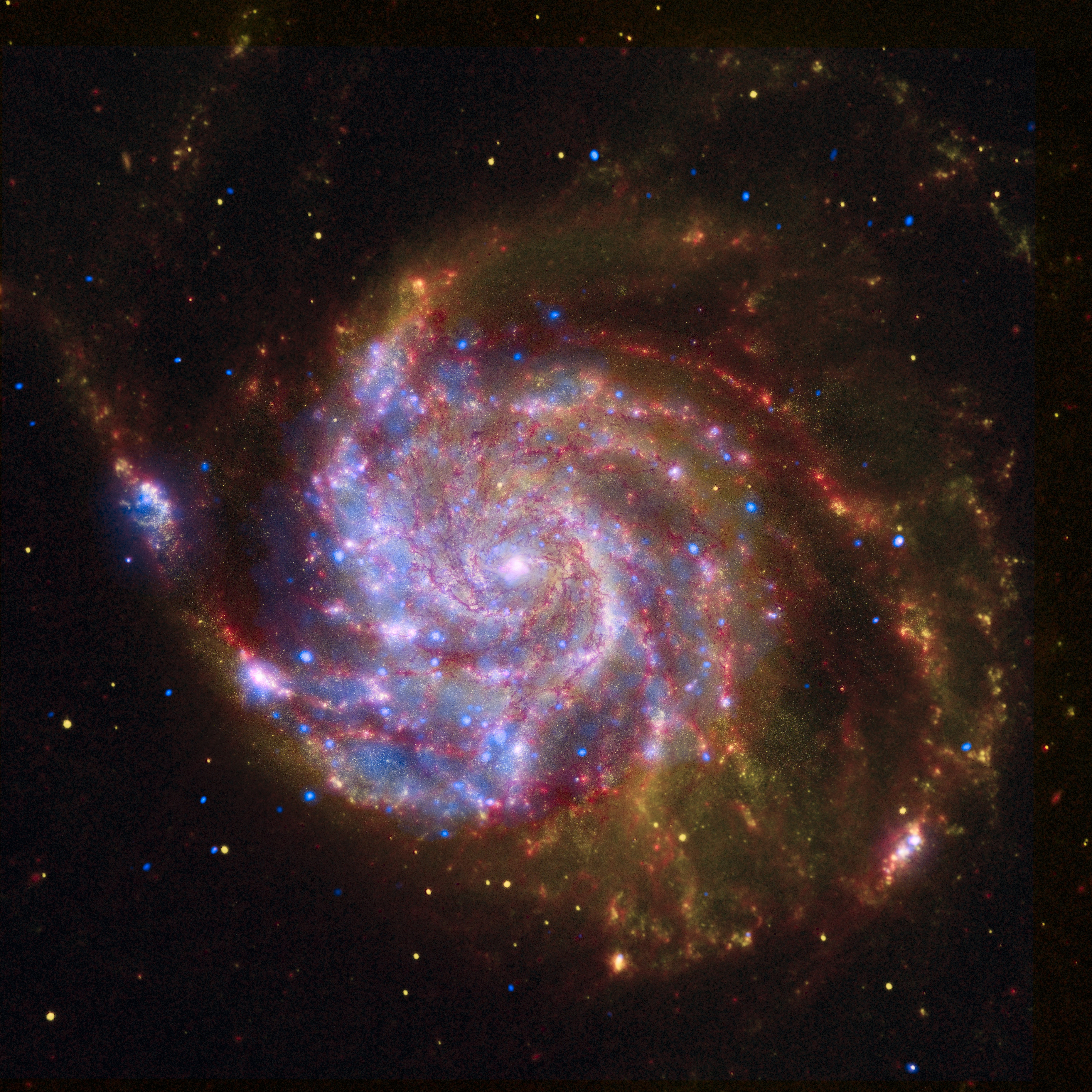
Galáxia do Cata-Vento, Telescópio Espacial Spitzer

Embora se estenda por mais de 22 minutos de arco, equivalente a dois terços do diâmetro aparente da Lua Cheia, apenas a região central é visível em pequenos telescópios: seus braços começam a ser vistos com telescópios de 4 polegadas de abertura. Vários de seus braços receberam designações próprias em catálogos posteriores, como o New General Catalogue (NGC), como os objetos NGC 5447, 5449, 5450, 5451, 5453, 5455, 5458, 5461, 5462 e 5471. Os objetos NGC 5449, 5450, 5451, 5453 e 5458 não existem e talvez tenham sido erros grosseiros no momento da catalogação.
É uma das galáxias espirais mais proeminentes do céu noturno. Em astrofotografias de curta exposição, apenas sua região central é visível, com uma peculiar assimetria: seu núcleo está consideravelmente deslocado do centro do sistema. Segundo Halton Arp, que incluiu o objeto como a entrada 26 de seu Catálogo de Galáxias Peculiares, M101 é uma galáxia espiral composto por um grande braço.
É a mais brilhante de seu grupo de galáxias, o grupo M101, juntamente com outras galáxias, como NGC 5474, 5585, 5204, 5238, 5477 e as galáxias UGC 8508, 8837 e 9405.
Sua distância foi medida com o auxílio de estrelas variáveis cefeidas por meio do Telescópio Espacial Hubble em 1994/95, estimada em 24 milhões de anos-luz. Anos antes, Kenneth Glyn Jones já havia estimado sua distância entre 20 e 26 milhões de anos-luz, e a equipe de John Feldmeier estimou, em 1996, sua distância em 25,1 milhões de anos-luz com o auxílio de nebulosas planetárias encontradas na galáxia.
Seu diâmetro aparente de 22 minutos de arco corresponde a um diâmetro real de 170 000 anos-luz, uma das maiores galáxias espirais conhecidas. Sua magnitude aparente de 7,9 corresponde a uma magnitude absoluta de -21,6, equivalente a luminosidade de 30 bilhões de vezes a luminosidade solar.
Quatro supernovas foram registradas na galáxia: SN 1909A, descoberta em 26 de janeiro de 1909 por Max Wolf, de tipo indefinido e alcançando uma magnitude aparente máxima de 12,1; SN 1951H, descoberta em setembro de 1951, tipo II, alcançando uma magnitude aparente máxima de 17,5; SN 1970G, também de tipo II, descoberta em 30 de julho de 1970 por Michael Lovas, atingindo uma magnitude aparente máxima de 11,5 - seus remanescentes foram mais tarde descobertos através da detecção de raios X e visto pelo Observatório de raios X Chandra; e SN 2011fe, descoberto em 24 de agosto de 2011 pelo Palomar Transient Factory, alcançando uma magnitude aparente máxima de 9,9 em 10 de setembro, mais brilhante do que a maioria das supernovas extragalácticas observadas.

## Galeria

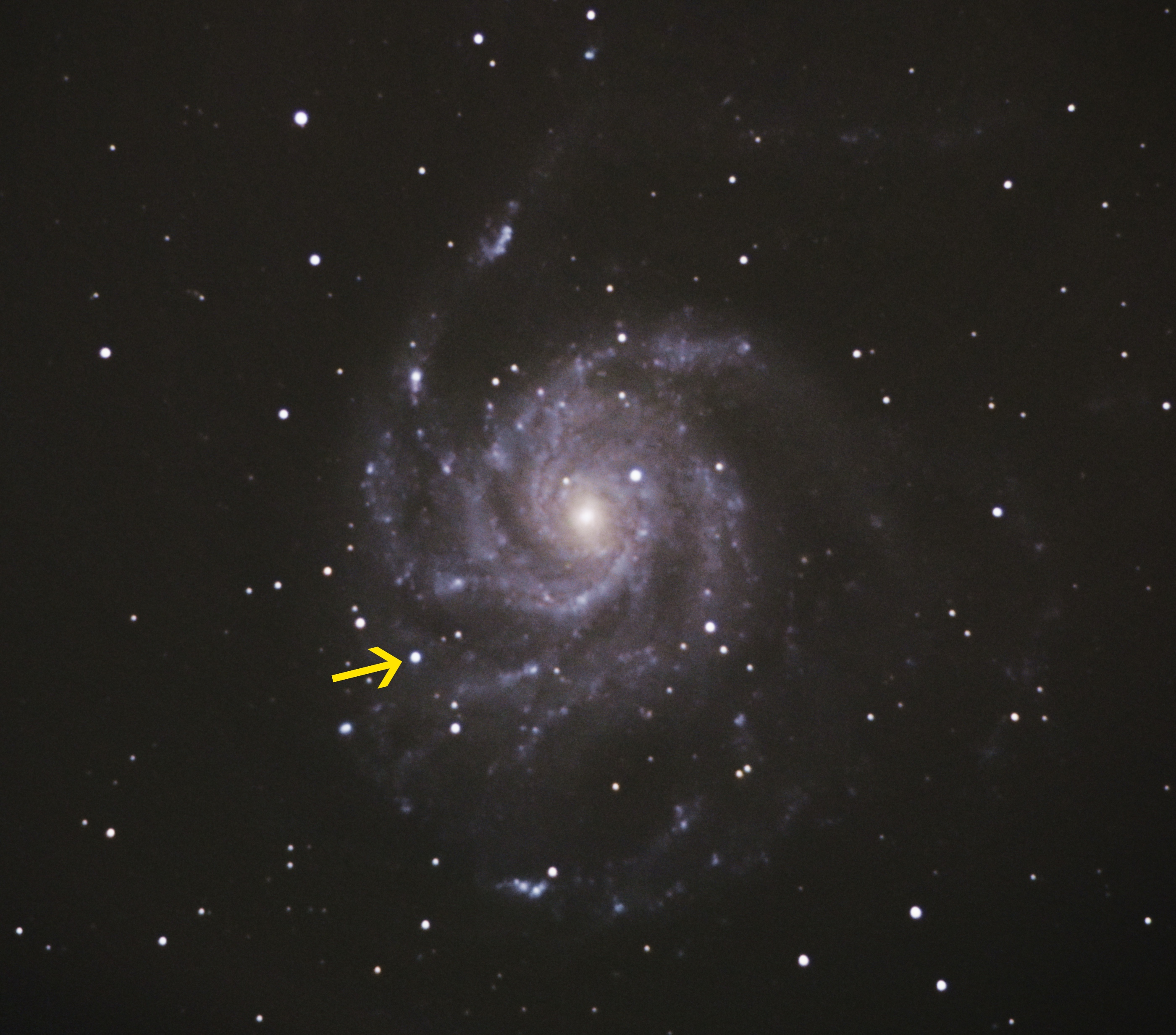
Supernova SN 2011fe (indicado pela seta) em Messier 101
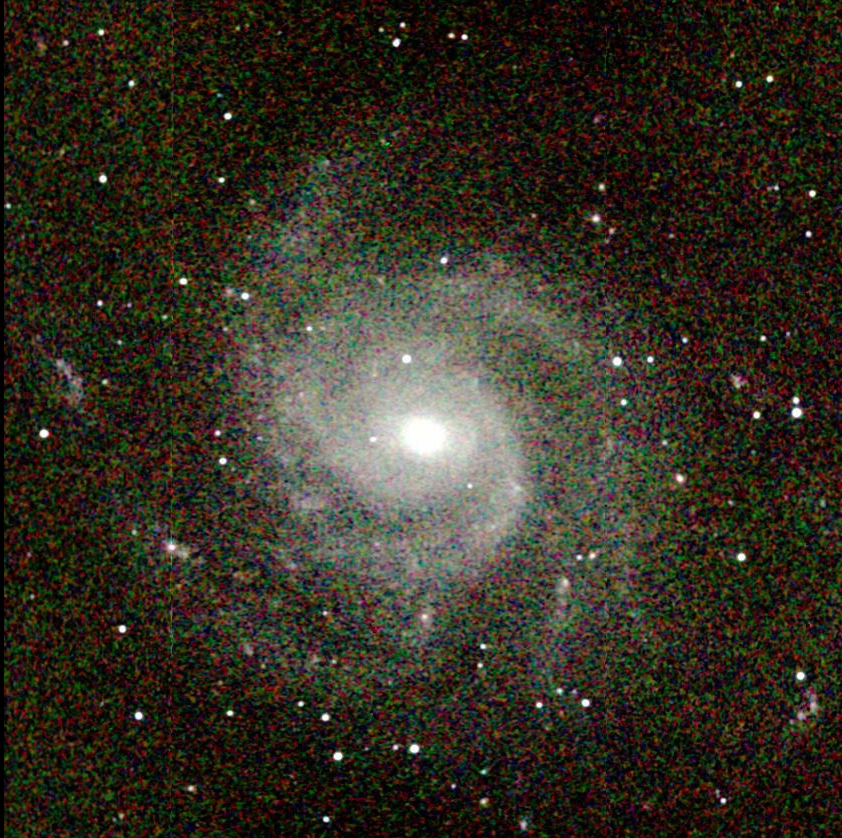
Messier 101, projeto 2MASS
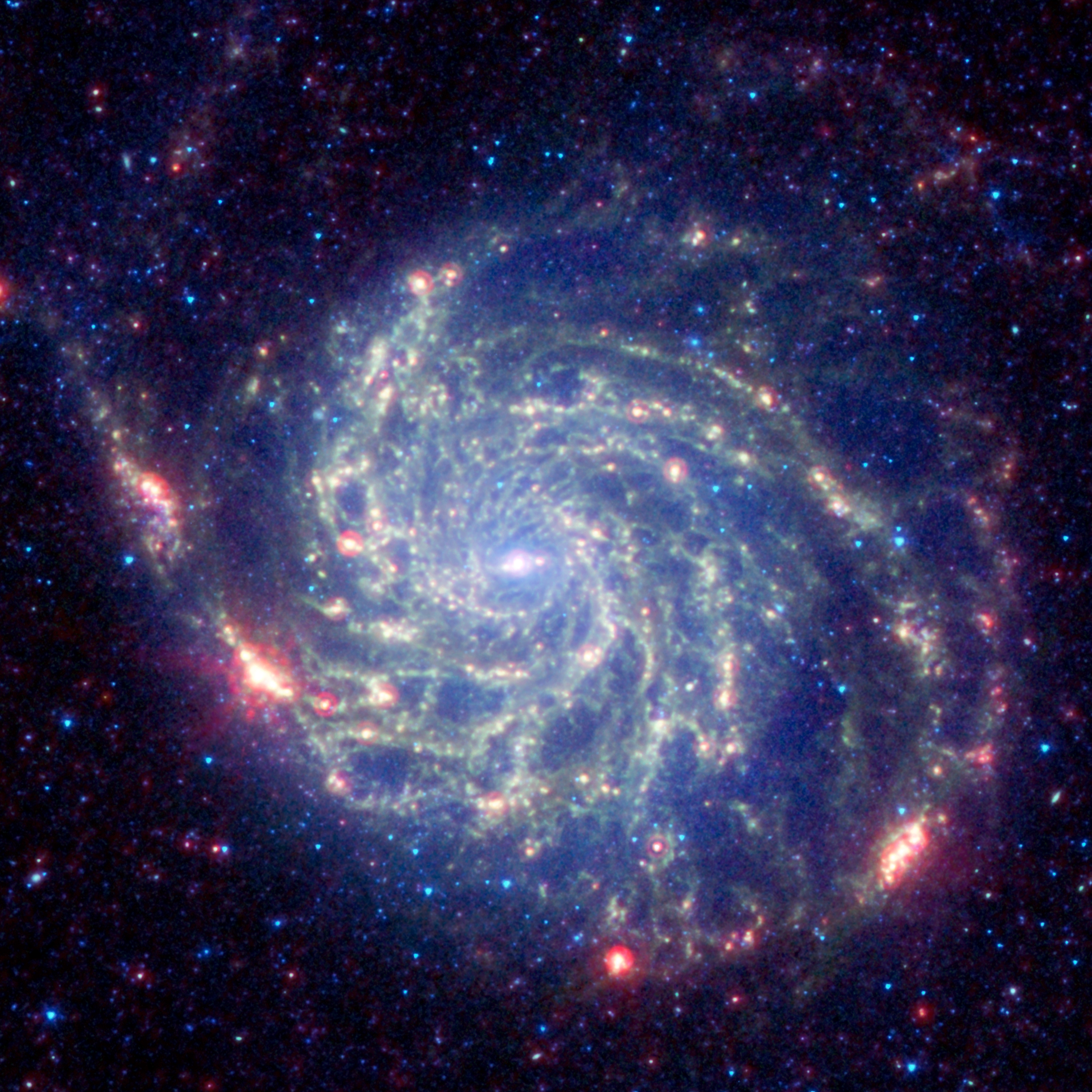
Messier 101, Telescópio Espacial Spitzer
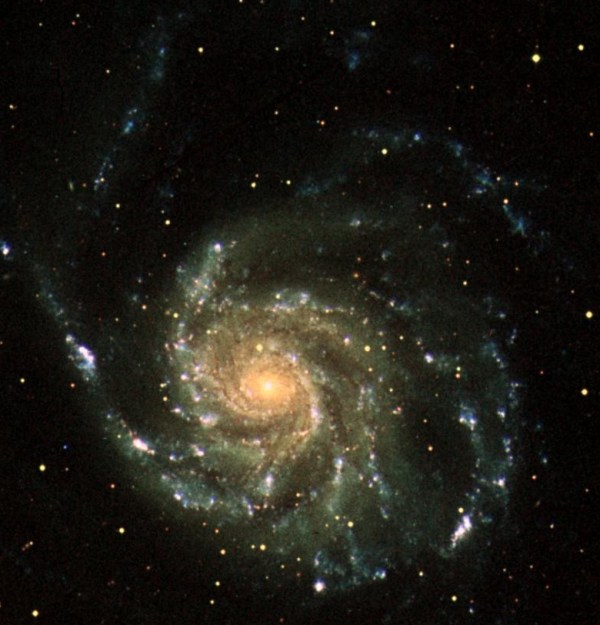
Messier 101, NASA
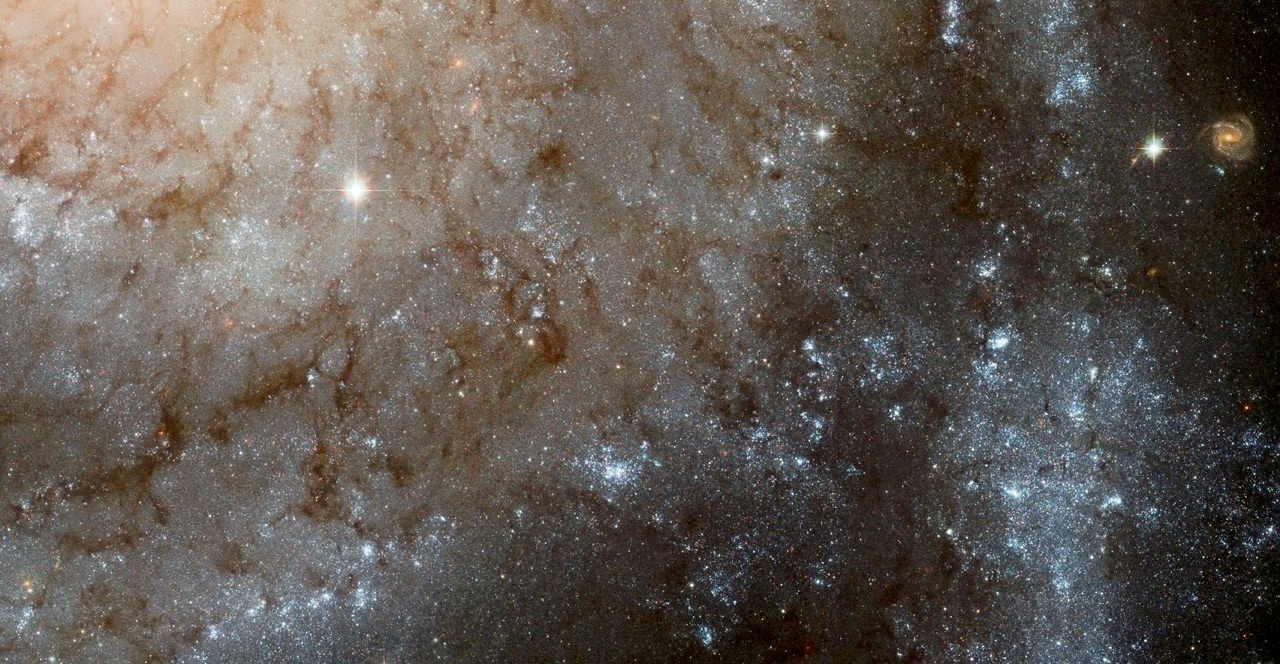
Messier 101, Detalhe de um dos braços de M101, Telescópio Espacial Hubble
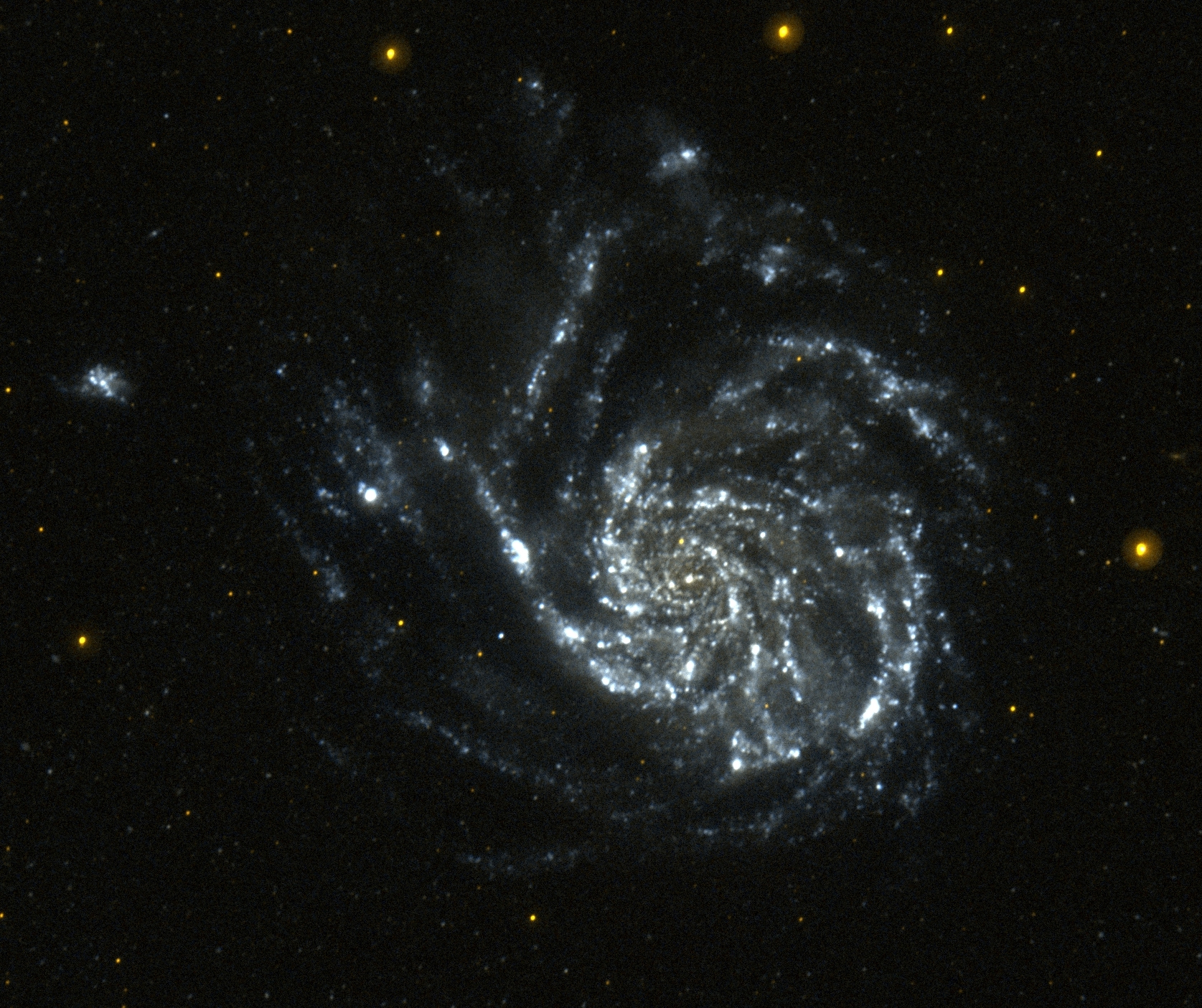
Messier 101, GALEX
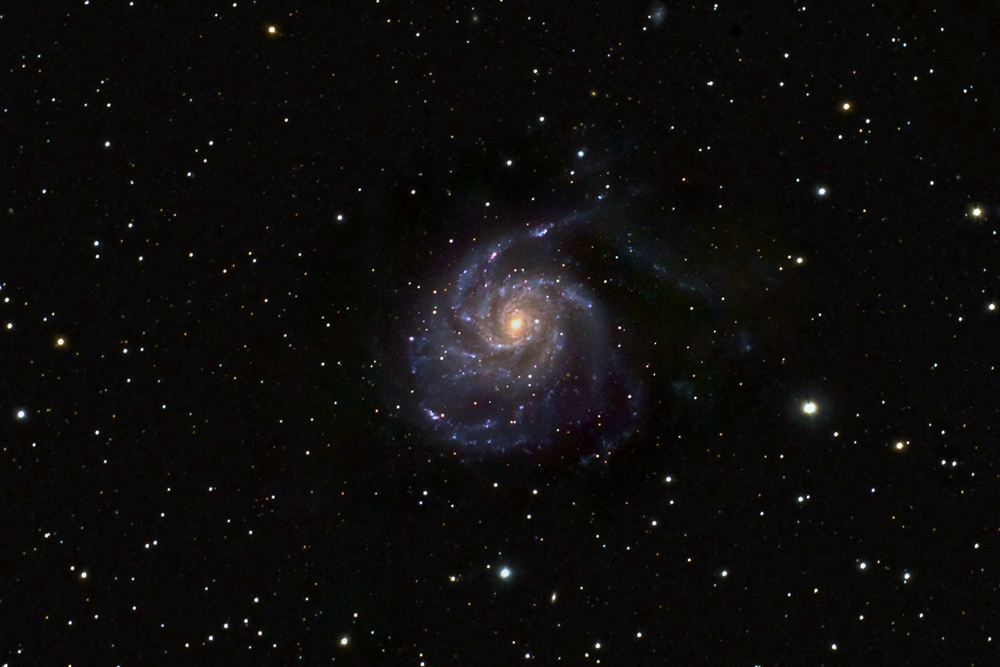
Messier 101
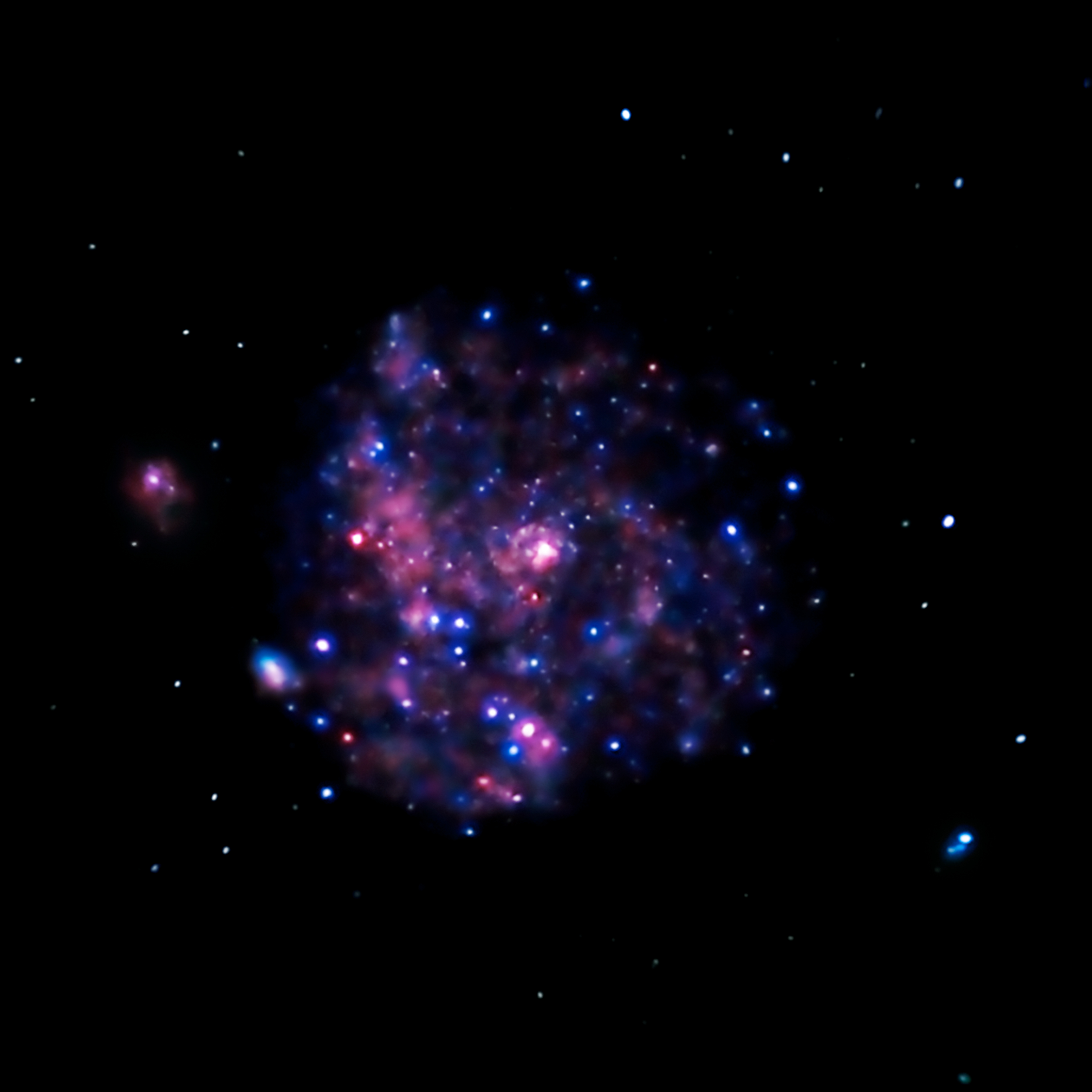
Messier 101, Observatório de raios-X Chandra